# بوخليفة (آيت مجورت)
بوخليفة هو دُوَّار يقع بجماعة بني عبد الله، إقليم الحسيمة، جهة طنجة تطوان الحسيمة في المملكة المغربية. ينتمي الدوّار لمشيخة آيت مجورت التي تضم 5 دواوير. يقدر عدد سكانه بـ 1205 نسمة حسب الإحصاء الرسمي للسكان والسكنى لسنة 2004.

## روابط خارجية
- البوابة الوطنية للجماعات الترابية نسخة محفوظة 12 مارس 2018 على موقع واي باك مشين.
- المندوبية السامية للتخطيط